# Trať 002
Jako trať 002 je v českém knižním jízdním řádu od GVD 2019/2020  označena dálková doprava v trase (Praha) – Česká Třebová – Brno – Kúty, což zahrnuje tyto tratě:
- Česká Třebová – Brno
- Brno – Břeclav
- Břeclav – Kúty

Do traťové tabulky je zahrnuta bez mezistanic i dálková větev Kolín – Brno (po tratích 230 a 250 přes Havlíčkův Brod). 